# Department of Government Efficiency
Department of Government Efficiency (DOGE) (officieel: U.S. DOGE Service Temporary Organization) is een tijdelijke organisatie die is voortgekomen uit de United States Digital Service. De organisatie werd tot 29 mei 2025 geleid door miljardair en zakenman Elon Musk. Hij werd opgevolgd door Amy Gleason.
DOGE werd opgericht op 20 januari 2025, heeft een kantoor in het Eisenhower Executive Office Building en zal naar verwachting ongeveer 20 werknemers in dienst hebben.
Ondanks de naam is DOGE geen federaal ministerie, aangezien dit de goedkeuring van het Amerikaanse Congres zou vereisen. De commissie fungeert als een adviesorgaan en heeft als doel aanbevelingen te doen om de efficiëntie van de federale overheid in de Verenigde Staten te verbeteren.
DOGE is een backroniem dat verwijst naar Doge, een internetmeme, en Dogecoin, cryptogeld dat door Musk wordt ondersteund en is afgeleid van de meme.

## Idee
Het idee van een Department of Government Efficiency is in verband gebracht met Trumps campagnebeloften om de federale uitgaven te verlagen en de omvang van de overheid en het federale begrotingstekort te verkleinen.
Het concept DOGE ontstond tijdens een discussie tussen Elon Musk en Donald Trump, waarbij Musk het idee opperde van een ministerie om de efficiëntie van de overheid te stroomlijnen. Later deed Trump het voorstel om een dergelijk departement op te richten en het onder leiding van Musk te plaatsen.
Musk heeft aangegeven dat de commissie het federaal budget van de VS zou kunnen verminderen met 2 biljoen dollar, met maatregelen zoals het verminderen van verspilling, het afschaffen van overbodige agentschappen, en het verminderen van het aantal federale werknemers. Ramaswamy heeft ook gezegd dat DOGE ganse agentschappen kan afschaffen en het aantal federale werknemers verminderen met 75%. Musk heeft voorgesteld het aantal federale agentschappen te verminderen van meer dan 400 tot minder dan 100.
Musk heeft deregulering omschreven als de enige weg naar het SpaceX Mars-kolonisatieprogramma, en beloofde dat hij "de overheid van de rug van de mensen af zal halen en uit hun zakken".
Deze commissie lijkt op eerdere pogingen, waaronder de Keep Commission van president Theodore Roosevelt, de benoeming van J. Peter Grace door president Ronald Reagan tot leider van de Grace Commission, en het National Partnership for Reinventing Government van vicepresident Al Gore.

## Functies
Ondanks de naam zou het geen federaal uitvoerend departement zijn, waarvoor een wet van het Congres nodig zou zijn. In plaats daarvan zal het dienen als een adviserend orgaan dat buiten de overheid opereert. Volgens CBS News kan het opereren onder de Federal Advisory Committee Act.
Vox zei dat het orgaan "waarschijnlijk geen eigen regelgevende bevoegdheden zal hebben, maar dat er weinig twijfel over bestaat dat het invloed kan hebben op de nieuwe regering en de manier waarop deze haar budgetten zal vaststellen".
Volgens Donald Trump zou het orgaan helpen om "de overheidsbureaucratie te ontmantelen, overtollige regelgeving te schrappen, verspillende uitgaven te beperken en federale agentschappen te herstructureren". Hij verklaarde ook dat Musk en Ramaswamy zullen samenwerken met het Bureau voor Management en Budget om aan te pakken wat hij de ‘enorme verspilling en fraude’ in de overheidsuitgaven noemde.
Volgens tweets van Elon Musk is het uiteindelijke doel van DOGE om zo efficiënt te worden dat het uiteindelijk zijn eigen noodzaak overbodig maakt. De commissie heeft een einddatum vastgesteld van 4 juli 2026, de Semiquincentennial (250e verjaardag) van de Verenigde Staten, wat overeenkomt met Ramaswamy's idee dat de meeste overheidsprojecten een duidelijke einddatum zouden moeten hebben.

## Geschiedenis
In augustus 2024 zei Trump op een meeting dat, als hij zou worden verkozen, hij bereid zou zijn Musk een adviserende rol te geven. Musk antwoordde op X "I am willing to serve".
Javier Milei, de president van Argentinië, verklaarde dat Elon Musk, voorafgaand aan de officiële aankondiging van de oprichting van DOGE, Federico Sturzenegger, de Argentijnse minister van Deregulering en Staatshervorming had gebeld om te bespreken of het model van zijn ministerie in de Verenigde Staten kon worden nagebootst.
Op 5 november suggereerde Musk dat de voormalige Amerikaanse afgevaardigde en tweevoudig Republikeinse presidentskandidaat Ron Paul met DOGE zou kunnen samenwerken.
Op 14 november riep Musk op sociale media mensen die geïnteresseerd waren om voor de commissie te werken op om hun cv via DM naar DOGE's X-account te sturen.
Op 19 november meldde The Washington Post dat DOGE de ontwikkeling van een gratis mobiele app voor belastingaangifte had besproken. Op dezelfde dag lanceerden vertegenwoordigers Aaron Bean en Pete Sessions de Delivering Outstanding Government Efficiency Caucus ter ondersteuning van de DOGE-missie. Musk begon individuele banen in twijfel te trekken door de namen van personen die die banen hadden te tweeten, wat ertoe leidde dat een hoge werknemer zijn LinkedIn- en Facebookpagina's afsloot. Op 27 november stelde Musk voor om het Consumer Financial Protection Bureau op te heffen.
Op 21 november werden de plannen om een nieuwe subcommissie van het Congres op te richten aangekondigd door de voorzitter van de House Oversight Committee, James Comer (R-KY). Deze nieuwe subcommissie zal de Delivering on Government Efficiency Subcommittee heten, worden voorgezeten door afgevaardigde Marjorie Taylor Greene (R-GA) en zal nauw samenwerken met DOGE om de overheidsuitgaven te verminderen. Op 22 november werd senator Joni Ernst benoemd tot leider van de bijbehorende Senaat DOGE Caucus. Op 3 december werd afgevaardigde Jared Moskowitz (D-FL) de eerste Democraat die zich bij de DOGE Caucus aansloot.
In januari 2025 werd Elon Musk aangesteld aan het hoofd van DOGE.
Op 11 februari 2025 zei Musk tijdens een persconferentie in de Oval Office dat maatregelen van DOGE "maximaal transparant" zijn, en beloofde de maatregelen te publiceren op een officiële website van de regering. Op 12 februari ging de DOGE-website live. De homepagina toont een Twitter-feed, een DOGE-link op X en het grootste deel van de data op de website was al eerder publiek. Op 14 februari meldde 404 Media dat de DOGE-website onveilig was, ogenschijnlijk gebouwd met pagina's van Cloudflare en dat twee personen zonder toelating boodschappen hadden gepost op de website.
In mei 2025 verliet Elon Musk de organisatie nadat hij door President Trump "ontheven was van zijn taken", kort daarop raakten beiden gebrouilleerd en volgde een korte hevige woordenoorlog via de sociale media. Musk bood later weer zijn excuses aan voor enkele van zijn geplaatste berichten.

## Bestuur
Op 12 november 2024 kondigde Trump zijn voornemen aan om een Department of Government Efficiency op te richten onder leiding van Elon Musk en Vivek Ramaswamy. Trump verklaarde dat het werk van de entiteit uiterlijk op 4 juli 2026, de 250e verjaardag van de ondertekening van de Amerikaanse Onafhankelijkheidsverklaring, zal worden afgerond, wat ook samenvalt met de viering van het vijfhonderdjarig bestaan van Amerika en een voorgestelde 'Great American Fair'. Trump noemde de voorgestelde resultaten van DOGE ‘het perfecte geschenk aan Amerika’.

## Ontvangst

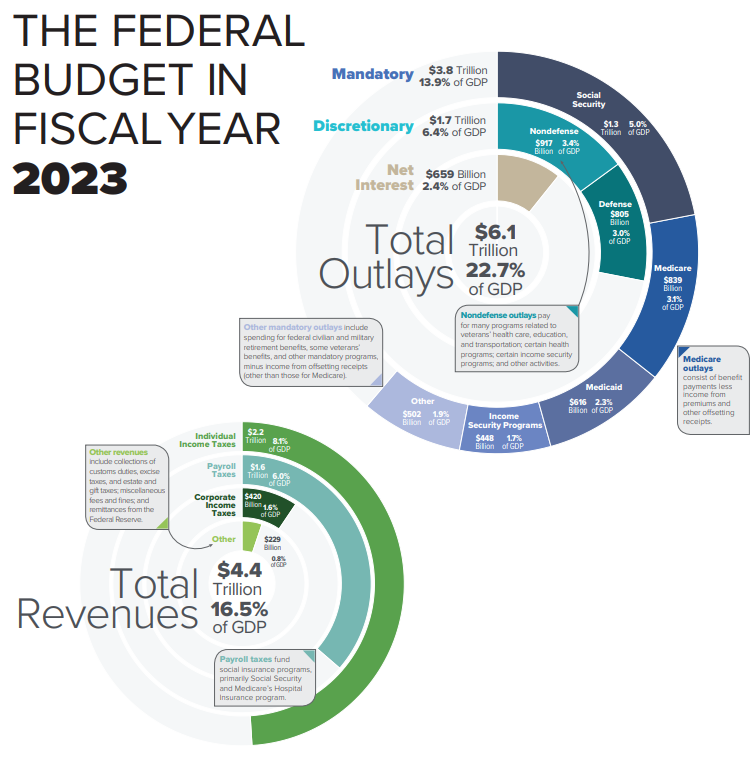
Een infographic over uitgaven en inkomsten in de Amerikaanse federale begroting van 2023

Jamie Dimon, CEO van JPMorgan Chase, de grootste Amerikaanse bank, heeft het idee gesteund om DOGE op te richten om de competentie van de overheid te verbeteren. Brian Armstrong, CEO van Coinbase, heeft zich ook uitgesproken ter ondersteuning van het idee.
Op 28 oktober 2024 verklaarde Musk tijdens een Trump-bijeenkomst in Madison Square Garden dat hij geloofde dat DOGE 2 biljoen dollar van de Amerikaanse federale begroting zou kunnen schrappen (een bedrag dat hoger is dan de totale discretionaire uitgaven van de federale overheid in 2023). Musk heeft niet gespecificeerd of deze besparingen over een enkel jaar of over een langere periode zouden worden gerealiseerd. Maya MacGuineas van de publieke beleidsorganisatie Committee for a Responsible Federal Budget heeft gezegd dat deze bezuiniging "absoluut haalbaar" is over een periode van tien jaar, maar dat het moeilijk zou zijn om dit in één jaar te doen "zonder een aantal fundamentele doelstellingen van de regering, waar breed over onderhandeld wordt, in gevaar te brengen".
Er zijn vragen gesteld of het feit dat de bedrijven van Musk en Ramaswamy contractanten zijn van de federale overheid een belangenverstrengeling veroorzaakt met hun voorgestelde werk bij DOGE.
In december 2024 prees senator Bernie Sanders Elon Musk voor de plannen van DOGE om de defensie-uitgaven te verlagen en verklaarde dat "Elon Musk gelijk heeft. Het Pentagon, met een budget van $886 miljard, is zojuist voor de zevende keer op rij gezakt voor zijn audit. Het is het spoor van miljarden kwijtgeraakt." Democratisch congreslid Ro Khanna gaf ook aan dat hij open zou staan voor samenwerking met DOGE om de defensie-uitgaven te verlagen.

## Impact op het publiek
Deskundigen op het gebied van overheidsorganisaties en -management merkten op dat de inspanningen van DOGE "verder lijken te gaan dan initiatieven op het gebied van IT en HR en ook domeinen zoals inkoop, onroerend goed en de substantiële activiteiten van het agentschap omvatten". Sommige deskundigen waarschuwen dat deze maatregelen een negatieve impact op de economie en op de markten kunnen hebben en ertoe kunnen leiden dat de belastingbetaler met een enorme rekening blijft zitten en dat de federale instanties in een operationele chaos terechtkomen.
Ambtenaren van het ministerie van Financiën en de IRS hebben een daling van ruim 10 procent in belastinginkomsten voorspeld tegen de deadline van 15 april 2025 — een verlies van ruim 500 miljard dollar aan federale inkomsten. Zij merkten op dat de door DOGE aangestuurde personeelsreducties een factor waren. De non-profitorganisatie The Partnership for Public Service schatte in april 2025 dat de inspanningen van DOGE de belastingbetalers in 2025 ruim 135 miljard dollar zullen kosten als gevolg van productiviteitsverlies, betaald verlof en de kosten van het ontslaan en opnieuw in dienst nemen van werknemers. Deze schatting omvatte niet de kosten van rechtszaken of lagere belastinginkomsten door de IRS.
In februari 2025 annuleerde DOGE contracten voor betaalbare huisvesting voor non-profitorganisaties ter waarde van minimaal 100 miljoen dollar, nadat het de websites van deze organisaties had doorzocht op DEI-terminologie. Volgens Shaun Donovan, de voormalige secretaris van Housing and Urban Development, zal dit besluit "de kosten voor gezinnen doen stijgen, de bouw van betaalbare woningen belemmeren, lokale banen doen verdwijnen en kansen in duizenden gemeenschappen in alle vijftig staten ondermijnen."
Op 25 maart 2025 waren de diensten bij de Social Security Administration (SSA) naar verluidt ingestort; de website crashte meerdere keren, de wachttijden voor oproepen waren twee keer zo lang als in voorgaande jaren, het percentage beantwoorde oproepen bedroeg 24% en het verloop bij een veldkantoor in Portland werd omschreven als "buitensporig". Op 7 april meldde Gizmodo dat de SSA-servers crashten nadat DOGE-leden hun verificatiesoftware hadden bijgewerkt zonder te testen of deze de piekbelasting aankon.